# Aeroporto di Londra-Ashford
L'Aeroporto di Lydd (IATA: LYX, ICAO: EGMD), altresì noto con il nome commerciale di Aeroporto di Londra-Ashford, è un aeroporto britannico situato a 1,2 nmi (2,2 km, 1,4 mi) a nord-est della cittadina di Lydd ed a 12 nmi (22 km, 14 mi) a sud. di Ashford nel Distretto di Shepway nel Kent, in Inghilterra. L'aeroporto dispone di una CAA Ordinary Licence (Numero P858) che autorizza voli per il trasporto civile passeggeri e di addestramento per il volo come autorizzato dal titolare della licenza (London Ashford Airport Limited).
La compagnia aerea Lydd Air, che ha qui la sua base tecnica, offre voli di linea verso l'Aeroporto di Le Touquet-Côte-d'Opale situato nella Francia settentrionale.